# Виходцева Анастасія
Анастасі́я Вих́одцева (* 1991) — українська та польська фігуристка і тренерка.

## Життєпис
Народилась 1991 року в місті Дніпропетровськ. Почала кататись у віці п'яти років.
Спочатку виступала за Україну (з Олексієм Шумським та Артемом Фаріним). Срібна призерка чемпіонату України серед юніорів (2007/2008) Учасниця чемпіонату України.
З 2009 по 2010 рік виступала за Польщу з Яном Мосціцкі. Закіничвши із змагальним катанням, вона стала тренером і хореографом у Торуні. Серед її вихованців — Наталія Калішек і Максим Сподирєв, Агнєшка Реймент і Александра Рудольф.